# Eric Johnson (guitariste américain)
Pour les articles homonymes, voir Johnson et Eric Johnson.
Eric Johnson, né le 17 août 1954 à Austin (Texas), est un guitariste américain, compositeur, et chanteur. Surtout connu pour ses capacités à la guitare électrique, il est également chanteur et joueur de guitare acoustique, lap steel guitar, instrument à résonateur, basse et de piano. Il est à l'aise dans un large éventail de genres musicaux différents, ce qui est visible dans ses travaux en studio et sur scène, dans lesquels il incorpore des éléments de rock, blues électrique ou acoustique, jazz, fusion, soul, folk, new age, classique et country.
Dans un portrait réalisé par le magazine Keyboard mag, Eric Johnson a été qualifié de « l'un des guitaristes virtuoses les plus respectés de la planète ». En 1990, son album Ah Via Musicom a été certifié disque de platine. Le single Cliffs of Dover extrait de l'album lui a valu en 1991 le Grammy award de la « meilleure prestation rock instrumentale ».
Johnson a participé en 1996 à la tournée américaine de Joe Satriani en compagnie également de Steve Vai. Ils forment alors la première version du groupe G3.

## Biographie

### Enfance
Eric Johnson naît dans une famille passionnée par la musique. Son père, qui pratique le sifflement musical, incite ses trois sœurs et lui à prendre des leçons de piano. Il commence à apprendre la guitare à 11 ans et découvre rapidement des musiciens qui vont fortement l'influencer, tels que Chet Atkins, Eric Clapton, Jimi Hendrix, Wes Montgomery, Jerry Reed, Bob Dylan, Jeff Beck, entre autres, mais surtout Stevie Ray Vaughan qu'il célébrera dans une chanson hommage : S.R.V sur son album Venus Isle,,,. Dès l'âge de 15 ans, il rejoint son premier groupe professionnel, Mariani, un groupe de rock psychédélique. En 1968, Eric Johnson enregistre une démo avec ce groupe, qui est diffusée de manière très limitée. Des années plus tard, cet enregistrement est devenu un objet de collection très recherché.

### Carrière

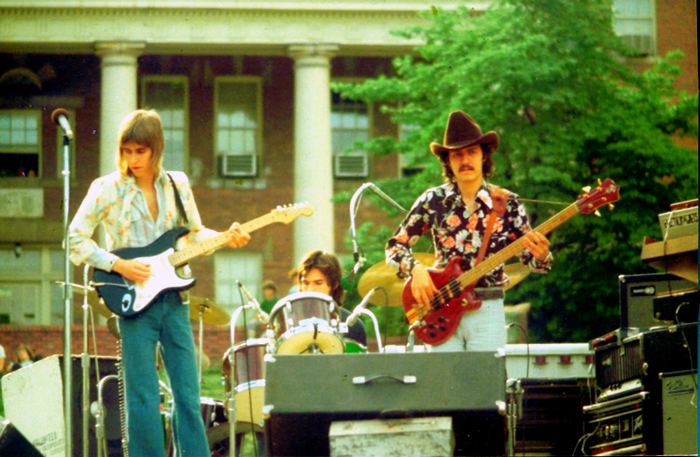
Eric Johnson en concert avec les Electromagnets le 11 avril 1976 à Raleigh, à l'Université de Caroline du Nord.

Après avoir été diplômé de l'enseignement secondaire, Eric Johnson étudie brièvement à l'Université du Texas à Austin puis voyage avec sa famille en Afrique. De retour à Austin en 1974, il rejoint un groupe de fusion local appelé Electromagnets. Le groupe tourne et enregistre à l'échelle régionale, mais ne parvient pas à attirer l'attention des majors nationales, et finit par se séparer en 1977. Toutefois, notamment en raison de la qualité du jeu d'Eric Johnson, les Electromagnets ne passent pas complètement inaperçus, se créant un petit groupe de fans ; des décennies plus tard leurs deux albums devenus culte connaissent finalement une diffusion importante en étant ressortis au format CD,.
Après la disparition des Electromagnets, Eric Johnson forme un trio, l'Eric Johnson Group, avec le batteur Bill Maddox et le bassiste Kyle Brock, avec lequel il part en tournée dans la région d'Austin. Entre 1976 et 1978, le groupe enregistre un album complet intitulé Seven Worlds. Johnson a auparavant signé un contrat d'exclusivité avec la société d'agent artistique Lone Wolf Produtions qui est donc chargée d'obtenir un contrat avec une maison de disque pour publier l'album. Espérant parvenir avec un accord avec une major, Lone Wolf refuse plusieurs offres de labels moins importants ; finalement, l'album ne peut sortir,. Ce n'est que bien plus tard en 1998 que Seven Worlds a pu être publié. En attendant de pouvoir se libérer de son contrat, Eric Johnson commence à travailler en tant que musicien de studio, notamment pour des artistes aussi connus que Cat Stevens, Carole King, ou Christopher Cross. Dans le même temps, il continue à jouer dans des concerts locaux, et à développer son style personnel. Sa carrière rebondit en 1984 avec sa signature chez Warner Bros Records, facilitée par l'expiration de son contrat avec Lone Wolf Productions. Plusieurs versions circulent sur les circonstances entourant la signature de ce contrat. Selon l'une, ce serait Prince qui aurait recommandé au label de signer Johnson ; une autre veut que Warner aurait suivi une recommandation de Christopher Cross, pour qui Johnson avait été musicien de studio.
Tones, le premier album d'Eric Johnson sur une major, sort en 1986. En mai 1986, Johnson fait la couverture du magazine Guitar Player. Le titre Zap fait partie des nominations pour le Grammy Award de la meilleure prestation rock instrumentale. Malgré ces marques d'intérêt et de bonnes critiques dans la presse, l'album ne se vend qu'à 50 000 exemplaires. Warner Brothers qui juge ce résultat insuffisant laisse expirer le contrat d'Eric Johnson. Celui-ci rejoint alors le label indépendant Cinema Records qui lui laisse une liberté totale pour son prochain album.
Au moment de la signature avec Cinema, le label indépendant bénéficiait d'un accord de distribution avec Capitol Records, mais alors que Johnson travaille à son prochain disque, ce contrat est résilié. Capitol accepte cependant de reprendre sur son catalogue ce qui va devenir l'album Ah Via Musicom, convaincu par le matériel déjà enregistré par le guitariste. L'album n'est pourtant finalisé que bien plus tard, Johnson se montrant très exigeant, réenregistrant à de nombreuses reprises les mêmes parties jusqu'à obtenir le son qu'il souhaite. Au total, la réalisation d'Ah Via Musicom prend quinze mois de travail en studio, avec des sessions de 14 heures par jour. L'album sort finalement début 1990.
Ah Via Musicom lance véritablement la carrière d'Eric Johnson. L'album atteint la 67e place du Billboard 200 ; les quatre singles qui en sont extraits, Trademarks, High Landrons, Righteous, Cliffs of Dover sont classés dans le Mainstream Rock Tracks chart, trois d'entre eux atteignant le Top 10. Cliffs Of Dover remporte par ailleurs le Grammy award de la meilleure prestation de rock instrumentale.
Après ce succès, Johnson ne parvient pas à donner un successeur à Ah Via Musicom avant plusieurs années. Toujours perfectionniste, ce qui allonge considérablement la durée des sessions d'enregistrement, il rencontre également des problèmes personnels ainsi qu'avec ses musiciens habituels, le bassiste Kyle Brock et le batteur Tommy Taylor, qui le quittent après de nombreuses années de collaboration fructueuse.
Venus Isle sort finalement le 3 septembre 1996. Par rapport aux précédentes œuvres du guitariste, il se distingue en particulier par des touches de world music qui témoignent d'une évolution dans son style. L'album reçoit un accueil qui n'est pas à la hauteur de celui qu'avait connu son prédécesseur : les critiques sont mitigées, et les ventes nettement plus faibles. En conséquence, Eric Johnson est contraint de quitter Capitol Records. Il rebondit en participant d'octobre à novembre 1996 à une tournée qui rencontre un grand succès en compagnie des célèbres guitaristes Joe Satriani et Steve Vai, la tournée G3. Ce spectacle fait l'objet d'un CD live et d'un DVD certifiés disque de platine intitulés G3: Live in Concert.
En marge de sa carrière solo, Eric Johnson se lance en 1994 dans un projet parallèle appelé Alien Love Child avec lequel il joue de manière sporadique pendant la période d'enregistrement de Venus Isle. Le succès de ces concerts auprès des fans incite Johnson à donner un caractère plus permanent au groupe, avec lequel il commence à tourner de manière plus soutenue. Il en résulte un album live, Live And Beyond, qui sort en 2000 sur le label Favored Nations de Steve Vai. Avec ce projet, Johnson retrouve une certaine spontanéité en acceptant de publier une musique enregistrée en direct, à l'opposé des innombrables prises qui caractérisent ses productions en studio,,.
Johnson finit cependant par retourner au studio d'enregistrement, et sort Souvenir en 2002 sur son propre label Vortexan Records. Disponible sur Internet, l'album est écouté 65 000 fois pendant les sept premières semaines qui suivent sa publication sur mp3.com. Johnson effectue ensuite deux tournées de promotion de Souvenir, la première électrique, et la seconde acoustique,.
En 2003, Eric Johnson contribue à l'album solo de Mike Tramp, More to Life than This, avec un long solo sur le titre The Good, the Sad and the Ugly. En 2004, Johnson joue Desert Rose au Crossroads Guitar Festival ; son interprétation apparaît sur le disque 2 du DVD sorti à l'occasion du festival.
L'album studio suivant de Johnson, Bloom est publié en juin 2005, à nouveau sur le label Favored Nations de Steve Vai. Il est divisé en trois sections chacune dans un style musical différent, dans le but de mettre en valeur la polyvalence de Johnson,.
Eric Johnson sort deux autres titres peu après Bloom : un album live enregistré à l'Austin City Limits en décembre 1988, publié à la fois sur DVD et CD sur New West Records en novembre 2005 ; et un DVD pédagogique intitulé The Art of Guitar publié à la fin de l'année 2005 par Hal Leonard Corpopration.
En janvier 2006, un dénommé Brian Sparks est arrêté pour avoir usurpé l'identité d'Eric Johnson afin de soutirer à plusieurs entreprises des guitares et de l'équipement musical pour une valeur totale d'environ 18 000 dollars.
En septembre 2006, Eric Johnson participe à une production théâtrale intitulée Primal Twang: The Legacy of the Guitar qui retrace l'histoire de la guitare à travers les âges. En septembre 2007, il participe à nouveau à un spectacle des mêmes auteurs, Love In: A Musical Celebration, qui évoque à travers la musique l'été 1967, le fameux Summer of Love. Il y interprète plusieurs titres de Jimi Hendrix et de Cream. Par ailleurs, il prend part fin 2006 à une deuxième tournée G3 en Amérique du Sud, avec Joe Satriani et John Petrucci.
Son projet suivant est la réalisation d'un album tout-acoustique ; mais en 2007 il décide de les abandonner pour se consacrer plutôt à un nouvel album studio « classique ». L'album Up Close sort finalement le 7 décembre 2010 chez Vortexan Music.

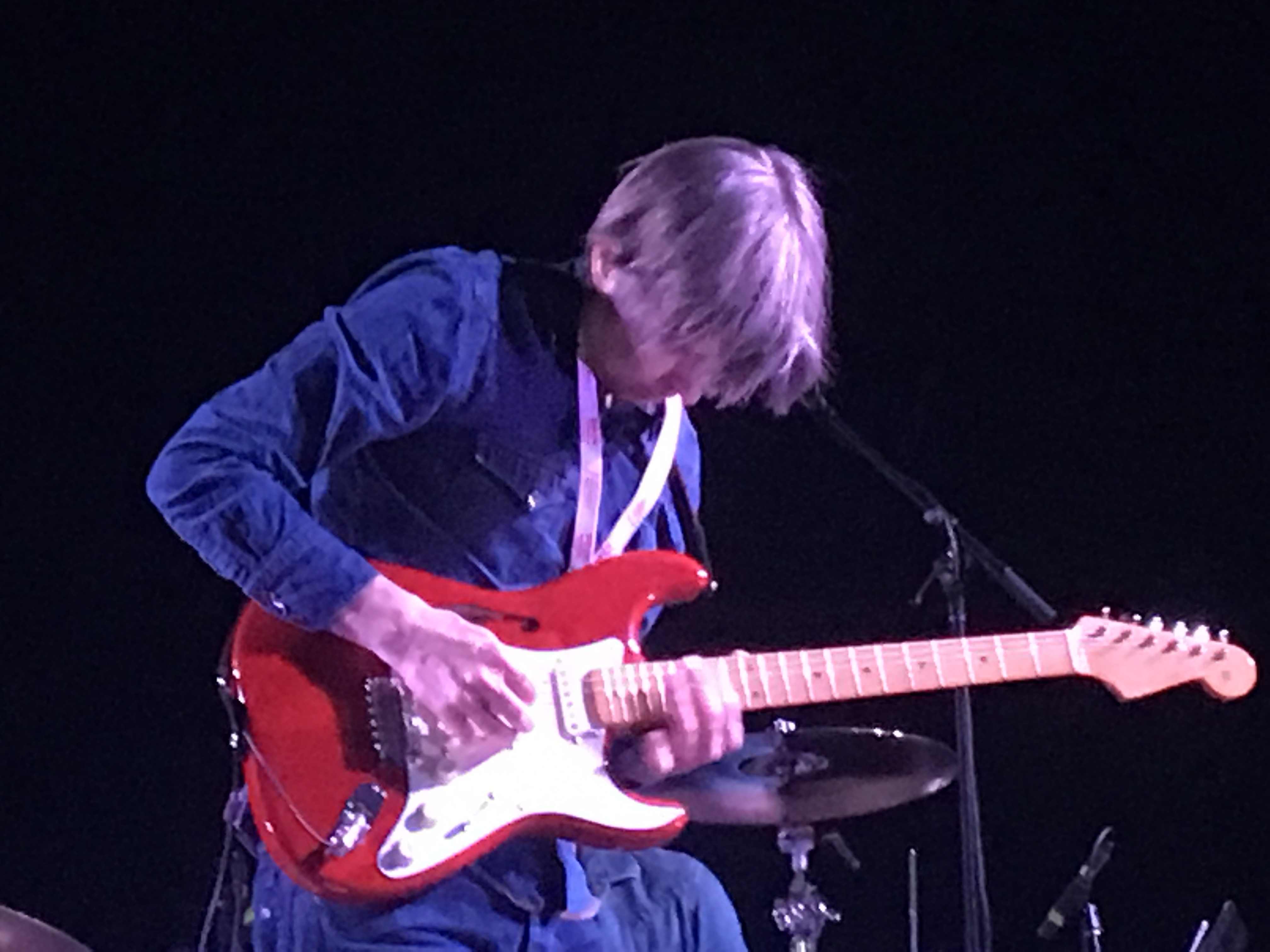
Eric Johnson en 2017.

Son single Cliffs of Dover apparaît dans les jeux vidéo de rythme Guitar Hero 3: Legends of Rock (2007) et Rocksmith (2011).
Du 13 au 16 février 2014, il participe à l'événement Ultimate Musician's Fantasy Camp organisé à Las Vegas par le magazine Guitar Player, aux côtés des guitaristes Joe Perry, Steve Vai, Elliot Easton, Michael Anthony et bien d'autres. Il joue également en 2014 dans plusieurs concerts de l'Experience Hendrix Tour, une tournée consacrée à la musique de Jimi Hendrix ; parmi les autres guitaristes invités figurent Zakk Wylde, Buddy Guy, Jonny Lang, Kenny Wayne Shepherd, Dweezil Zappa et Doyle Bramhall II.
Le 24 juin 2014, Provogue records publie Europe Live, un album live de 14 titres enregistrés au cours de sa tournée européenne de 2013, dont deux compositions inédites. L'une d'entre elles, Evinrude Fever, est inspirée par sa passion pour le ski nautique et la plaisance.

## Guitare et équipements

### Guitares
Eric Johnson est surtout connu pour jouer sur des guitares électriques Fender Stratocaster et Gibson ES-335 avec une installation à trois amplis composés d'amplificateurs Fender, Dumble et Marshall. Il a aussi utilisé d'autres marques de guitare telles que Robin, Rickenbacker, Jackson et Charvel ; une guitare de cette dernière marque apparaît d'ailleurs sur la couverture de l'album Ah Via Musicom. Depuis 2001, Eric Johnson a ajouté une Gibson Custom Shop '59 Les Paul Reissue à ses guitares de prédilection.
Eric Johnson a fait construire selon ses spécifications plusieurs modèles de guitare qui ont ensuite été commercialisées à destination du grand public. En 2003, C.F. Martin & Company sort une guitare édition limitée « Eric Johnson Signature MC-40 ». Johnson fait don de 5 % des bénéfices des ventes de cette guitare à l'hôpital de la Thomas Jefferson University, où son père avait fait ses études de médecine
En 2005, Fender sort une guitare « Eric Johnson Signature Fender Stratocaster » également construite selon ses spécifications. Cette sortie est suivie de celle d'un deuxième modèle en 2009, l'« Eric Johnson Signature Stratocaster Rosewood », dont les caractéristiques sont les mêmes que celle de la guitare « Eric Johnson Maple Neck », avec l'ajout d'un pickguard inhabituel blanc triple épaisseur à 8 trous, un micro treble chaud et une touche plastifiée en palissandre avec marqueurs en perloid en forme de points.
Eric Johnson a également signé d'autres éléments d'équipement, comme les cordes « GHS Eric Johnson Nickel Rockers Electric Guitar Strings », les micros « DP211 Eric Johnson Signature Micros » chez DiMarzio et un amplificateur « Fullton-Webb ». Jim Dunlop a de plus commercialisé un plectre « Eric Johnson signature Jazz III » et une pédale Fuzz Face signée Eric Johnson. En 2012 est encore sorti le haut-parleur de guitare à aimant en alnico « Eminence Eric Johnson signature 12 " ».

### Effets
Eric Johnson utilise des pédales d'effets tels que la Fuzz Face Dallas-Arbiter, la Tube Driver BK Butler, le chorus MXR KD IV Stereo, la wah-wah Vox CryBaby, le flanger Toadworks Barracuda, la fuzz Prescription Electronics Experience, MXR 1500 digital Delay, Line 6 Echo Pro Studio Modeler, et jusqu'à deux delay Echoplex, Tous ces éléments sont reliés à plusieurs boîtes A/B pour créer des sons à la fois clairs et distordus. Bien que la majorité de la configuration utilisée par Eric Johnson soit de type « vintage », il a récemment[Quand ?] commencé à utiliser des équipements plus modernes, dont notamment un chorus stéréo produit par Analog Man et un Fractal Audio Systems Axe-Fx.

### Enregistrement
Fin 2006, Eric Johnson est passé d'un mode d'enregistrement analogique à un format numérique.

## Discographie

### Albums studios
- 1978 : Seven Worlds (réédité en 1998)
- 1986 : Tones
- 1990 : Ah Via Musicom
- 1996 : Venus Isle
- 2002 : Souvenir
- 2005 : Bloom
- 2010 : Up Close
- 2017 : Collage

### Albums live
- 1997 : G3: Live In Concert (avec Joe Satriani et Steve Vai)
- 2000 : Alien love child: Live and beyond
- 2005 : Live from Austin, TX
- 2010 : Live from Austin TX '84
- 2014 : Europe Live

### Albums vidéos
- 1997 : G3: Live In Concert (avec Joe Satriani et Steve Vai) - Formats VHS, DVD
- 2005 : Live from Austin, TX - Format DVD
- 2008 : Anaheim - Format DVD

### Vidéos pédagogiques
- 1990 : Eric Johnson: Total Electric Guitar - Format VHS
- 1996 : Eric Johnson: The Fine Art of Guitar - Format VHS
- 2006 : Eric Johnson: The Art of Guitar - Format DVD

### Singles
- Extraits - Ah Via Musicom :
  - Righteous (1990)
  - High Landrons (1990)
  - Cliffs of Dover (1990)
  - Trademark (1991)
- Extrait - Venus Isle :
  - Pavillon (1996)
- Extraits hors-album :
  - Beck's Bolero (2007)
  - The Wind Cries Mary (2013)
  - Tidal (2013)
  - Wonder (2013)
  - Imagination of You (avec Christopher Cross) (2013)
  - To Whom It May Concern (2013)

### Autres enregistrements
| Album                                                                         | Chanson                                  | Année | Notes                          | Ref.   |
| ----------------------------------------------------------------------------- | ---------------------------------------- | ----- | ------------------------------ | ------ |
| Perpetuum Mobile - Mariani                                                    | —                                        | 1970  | membre du groupe               | [ 44 ] |
| Electromagnets - Electromagnets                                               | —                                        | 1975  | membre du groupe               | [ 45 ] |
| Christopher Cross - Christopher Cross                                         | Minstrel Gigolo                          | 1976  | invité                         | [ 46 ] |
| One to One - Carole King                                                      | —                                        | 1979  | invité                         | [ 47 ] |
| Long Time Friends - Alessi                                                    | Rise Up                                  | 1982  | invité                         | [ 48 ] |
| Marc Anthony Thompson - Marc Anthony Thompson                                 | Recover Gracefully                       | 1984  | invité                         | [ 49 ] |
| Stand Up - Steve Morse Band                                                   | Distant Star                             | 1985  | invité                         | [ 50 ] |
| Street Language - Rodney Crowell                                              | Ballad Of Fast Eddie                     | 1986  | invité                         | [ 51 ] |
| Guitar Speak                                                                  | Western Flyer                            | 1988  | divers artistes - compilation  | [ 52 ] |
| Willie Jones - Willie Jones                                                   | So Long Mary Jane                        | 1990  | invité                         | [ 53 ] |
| The Urge - Stuart Hamm                                                        | On Our Dreams et Lone Star               | 1991  | invité                         | [ 54 ] |
| Instrumental Moods                                                            | Cliffs of Dover                          | 1991  | divers artistes - compilation  | [ 55 ] |
| Guitar's Practicing Musicians, Vol. 2                                         | Cliffs of Dover                          | 1991  | divers artistes - compilation  | [ 56 ] |
| Rush Street - Richard Marx                                                    | Keep Coming Back                         | 1992  | invité                         | [ 57 ] |
| The Hunter - Jennifer Warnes                                                  | Lights Of Louisiana et I Can't Hide      | 1992  | invité                         | [ 58 ] |
| Rendezvous - Christopher Cross                                                | Nothing Will Change                      | 1992  | invité                         | [ 59 ] |
| Herman Harris & the Voices of Hope - Herman Harris                            | —                                        | 1993  | invité                         | [ 60 ] |
| Read My Licks - Chet Atkins                                                   | Somebody Loves Me Now                    | 1994  | invité                         | [ 61 ] |
| Wave of the Hand - Carla Olson                                                | I'm Tryin'                               | 1995  | invité                         | [ 62 ] |
| True Voices                                                                   | At The End Of The Day avec Susan Cowsill | 1995  | divers artistes - compilation  | [ 63 ] |
| Angelica                                                                      | Ave Maria                                | 1997  | divers artistes - compilation  | [ 64 ] |
| Merry Axemas                                                                  | The First Nowell                         | 1997  | divers artistes - compilation  | [ 65 ] |
| Guitar Gods                                                                   | Trademark                                | 1998  | invité                         | [ 66 ] |
| Walking in Avalon - Christopher Cross                                         | When She Smiles                          | 1998  | invité                         | [ 57 ] |
| Koko's Hideaway - Van Wilks                                                   | Vanquila                                 | 1999  | invité                         | [ 67 ] |
| The Best of Rockline                                                          | S.R.V.                                   | 1999  | divers artistes - compilation  | [ 68 ] |
| Moods Box Set                                                                 | Cliffs of Dover                          | 1999  | divers artistes - compilation  | [ 69 ] |
| Fingers And Thumbs - Adrian Legg                                              | Lunchtime At Rosie's                     | 1999  | invité                         | [ 70 ] |
| Live and Beyond - Alien Love Child                                            | —                                        | 2000  | membre du groupe               | [ 71 ] |
| Been A Long Time - Double Trouble                                             | In The Garden                            | 2001  | invité                         | [ 72 ] |
| Texas Guitar Slingers Vol. 1                                                  | Enzo Shuffle                             | 2002  | divers artistes                | [ 73 ] |
| More To Life Than This - Mike Tramp                                           | On The Good, The Sad, And The Ugly       | 2003  | invité                         | [ 74 ] |
| A Guitar Supreme, Giant Steps in Fusion Guitar                                | Resolution                               | 2004  | divers artistes - compilation  | [ 75 ] |
| Don't Mess With Texas Vol. 2                                                  | Boogie King                              | 2004  | divers artistes - compilation  | [ 76 ] |
| KGSR 107.1 Broadcasts Vol. 12                                                 | Song For George                          | 2004  | divers artistes - compilation  | [ 77 ] |
| Fusion For Miles, A Guitar Tribute: A Bitchin' Brew                           | Jean Pierre                              | 2005  | divers artistes - compilation  | [ 78 ] |
| Industrial Zen - John McLaughlin                                              | New Blues Old Bruise                     | 2006  | invité                         | [ 79 ] |
| Viva Carlos: A Supernatural Marathon Celebration                              | Aqua Marine                              | 2006  | compilation of various artists | [ 80 ] |
| Walk On - Roscoe Beck                                                         | Together All The Time                    | 2006  | invité                         | [ 81 ] |
| Electromagnets 2 - Electromagnets                                             | —                                        | 2006  | membre du groupe               | [ 82 ] |
| The Devil Knows My Name - John 5                                              | The Washing Away Of Wrong                | 2007  | invité                         | [ 83 ] |
| Freeway Jam: To Beck and Back                                                 | Beck's Bolero                            | 2007  | divers artistes - compilation  | [ 84 ] |
| Lovers - Bobby Whitlock et CoCo Carmel                                        | Layla                                    | 2008  | invité                         | [ 85 ] |
| From The Reach - Sonny Landreth                                               | The Milky Way Home                       | 2008  | invité                         | [ 86 ] |
| Bridging the Gap - Doyle Dykes                                                | Red Clay                                 | 2008  | invité                         | [ 87 ] |
| Big Neighborhood - Mike Stern                                                 | 6th Street, Long Time Gone               | 2009  | invité                         | [ 88 ] |
| Doctor Faith - Christopher Cross                                              | Hey Kid                                  | 2010  | invité                         | [ 89 ] |
| Elemental Journey - Sonny Landreth                                            | Passionola                               | 2012  | invité                         | [ 90 ] |
| Musica E Palavras Dos Bee Gees (album d'hommage aux Bee Gees) par Ana Gazzola | Run To Me                                | 2012  | invité                         | [ 91 ] |
| 2776                                                                          | Not What the Founders Intended           | 2014  | divers artistes - compilation  | [ 92 ] |

### Jeux vidéo
- Guitar Hero 3: Legends of Rock - Cliffs of Dover (2007)
- Guitar Hero: World Tour - Camel's Night Out (2009)
- Rocksmith - Cliffs of Dover (2013)

## Distinctions
- Albums :
  - 1991 : Ah Via Musicom : Grammy – Meilleur album rock instrumental - nomination[93]
  - 2006 : Bloom : Grammy - Meilleur album pop instrumental - nomination[94]
- Chansons :
  - 1987 :  Zap (Tones) : Grammy - Meilleur titre rock instrumental - nomination[95]
  - 1992 :  Cliffs of Dover (Ah Via Musicom) : Grammy - Meilleure prestation rock instrumentale - vainqueur[4]
  - 1997 :  Pavilion (Venus Isle) : Grammy - Meilleure prestation rock instrumentale - nomination[96]
  - 1998 :  S.R.V. (Venus Isle) : Grammy - Meilleure prestation rock instrumentale - nomination[95]
  - 2002 :  Rain (Live and Beyond) : Grammy - Meilleure prestation pop instrumentale - nomination[97]